# Double Trouble (Band)
Double Trouble war eine Bluesrock-Band aus Austin, Texas, die vor allem als Begleitgruppe des Gitarristen Stevie Ray Vaughan bekannt wurde.

## Geschichte
Double Trouble entstand 1978, als die Gruppe "Triple Threat" unversehens ohne Sänger da stand. Vaughan, Gitarrist der Band, übernahm den Gesangspart, und die Gruppe nannte sich jetzt – nach einem Song von Otis Rush – Double Trouble. Die weiteren Mitglieder waren Bassist Jackie Newhouse und Schlagzeuger Chris „Whipper“ Layton. 1980 übernahm Tommy Shannon den Bass. 1985 kam der Keyboardspieler Reese Wynans (Ex The Allman Brothers Band) hinzu.
Nach dem Tod Vaughans 1990 gingen Shannon und Layton zur Bluesrock-Supergruppe The Arc Angels, die 1992 ein Album herausbrachten. Danach arbeiteten die beiden als Rhythmusgruppe für Musiker wie W. C. Clark, Kenny Wayne Shepherd, Jimmy D. Lane und Doyle Bramhall.
2001 nahmen sie mit einer Riege bekannter Musiker – Doyle Bramhall, Lou Ann Barton, Reese Wynans, Jonny Lang, Willie Nelson, Dr. John und Jimmie Vaughan – wieder unter dem Namen Double Trouble das Album Been a Long Time auf.